# María Kodama
María Kodama-Schweizer, nota come María Kodama (Buenos Aires, 10 marzo 1937 – Buenos Aires, 26 marzo 2023), è stata una scrittrice e traduttrice argentina, vedova dello scrittore Jorge Luis Borges.

## Biografia
María Kodama-Schweizer nacque a Buenos Aires nel 1937, da padre giapponese, l'architetto Yosaburo Kodama, e da madre tedesca. Fu discepola dello scrittore argentino Jorge Luis Borges, incontrato già per la prima volta all'età di 12 anni, con il quale condivise gli studi sulla letteratura medievale islandese. Aiutò Borges, divenuto ormai cieco, nella stesura della Breve antologia anglosassone (1978), di Atlas (1984) e nella traduzione dell'Edda in prosa del poeta islandese Snorri Sturluson.
Si sposò con Borges in Paraguay il 26 aprile 1986, circa due mesi prima della scomparsa dello scrittore. Fu presidentessa della Fondazione internazionale Jorge Luis Borges, che ha sede a Buenos Aires.
È morta il 26 marzo 2023 a 86 anni dopo una lunga malattia.